# Passage Hébrard
Le passage Hébrard est une voie du 10e arrondissement de Paris, en France.

## Situation et accès
Le passage Hébrard est une voie publique du sud-est du 10e. Orienté sud-ouest/nord-est, il débute au sud entre les 202 et 204, rue Saint-Maur et se termine 195 m plus au nord entre les 9 et 11, rue du Chalet. Le passage est perpendiculaire à ces deux voies ; les deux rues n'étant pas strictement parallèles, le passage Hébrard fait un très léger coude à peu près aux trois-quarts.
Les numéros des immeubles suivent l'usage parisien : ils débutent sur le côté le plus proche de la Seine, c'est-à-dire sur la rue Saint-Maur, et augmentent en se dirigeant vers la rue du Chalet. Les numéros pairs sont alors à droite, les numéros impairs à gauche.
Les stations de métro les plus proches sont Goncourt (ligne 11), 400 m au sud, et Belleville (lignes 2 et 11), 300 m à l'est.

## Origine du nom

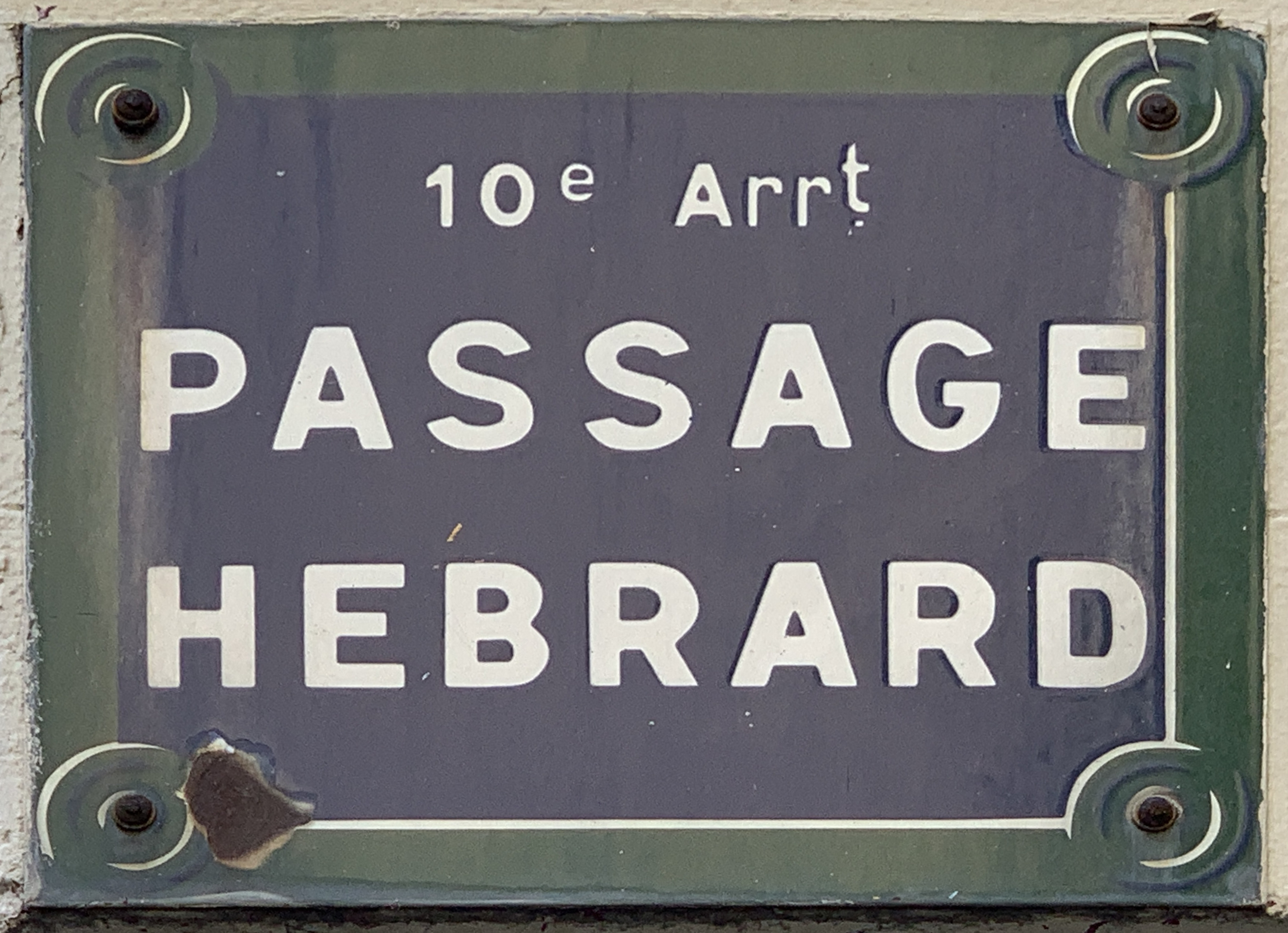
Plaque du passage.

Il porte le nom d'Alexandre Léonard Hébrard, propriétaire du terrain en 1818.

## Historique
Le passage s'est appelé « impasse Saint-Maur », puis par arrêté du 1er février 1877, il prend le nom de « passage Hébrard ».

## Bâtiments remarquables et lieux de mémoire
- L'école élémentaire Saint-Maur se trouve au coin du passage avec la rue Saint-Maur.
- L'hôpital Saint-Louis est situé environ 200 m à l'ouest.